# Ракова (Сату Маре)
Ракова (рум. Racova) насеље је у Румунији у округу Сату Маре у општини Супур. Oпштина се налази на надморској висини од 163 m.

## Становништво
Према подацима из 2002. године у насељу је живело 279 становника, од којих су сви румунске националности.